# Minimumsløn
En minimumsløn er en lovfæstet mindstebetaling, som en arbejdsgiver skal betale en lønmodtager i et ansættelsesforhold. En sådan officiel minimumsløn findes ikke i Danmark, men er udbredt i de fleste andre EU-lande og i USA.
Mindsteløn adskiller sig fra begreberne minimalløn og mindsteløn, der ikke er lovbestemte lønsatser, men er derimod begreber fra det danske overenskomstmæssige lønsystem, som dækker størstedelen af de ansatte inden for LO/DA-området.

## Minimumslønninger i EU
Pr. juli 2013 havde 21 af EU's 28 medlemslande en lovfæstet minimumsløn. Dertil kommer, at flere EU-lande har en lovgivning, der giver mulighed for at gøre overenskomster almengyldige, så deres lønregler kommer til at dække alle, der arbejder på det pågældende område. Det sker eksempelvis i Tyskland og Norge. Kun i tre EU-lande baseres den lavest mulige lønudbetaling udelukkende på forhandlinger mellem arbejdsmarkedets parter, nemlig i Danmark, Sverige og Cypern.

## Konsekvenser af en minimumsløn
Lovgivning om minimumslønninger indføres typisk for at sikre en mere lige indkomstfordeling og dermed mindske den økonomiske ulighed i samfundet. En minimumsløn kan imidlertid også give anledning til højere ledighed ved at eliminere muligheden for lavtlønsjob under løngrænsen.

## Minimumsløn i Danmark
Danmark har som nævnt som et af ret få vestlige lande aldrig haft en minimumsløn. Det opfattes som en del af den danske model, at lønniveauet udelukkende bestemmes af arbejdsmarkedets parter uden statslig indgriben. Medvirkende til denne opfattelses popularitet har uden tvivl også været den høje overenskomstmæssige dækning af det danske arbejdsmarked, der har gjort, at de fleste lavtlønnede i stedet har været dækket af overenskomsternes bestemmelser om det lavest mulige lønniveau i form af minimalløn eller mindsteløn.